# 臼杵市医師会立コスモス病院
臼杵市医師会立コスモス病院（うすきしいしかいりつコスモスびょういん）は、大分県臼杵市大字戸室にある、一般社団法人臼杵市医師会が運営する病院である。大分県の災害拠点病院、第二種指定感染症医療機関に指定されており、地域医療支援病院の承認を受ける。

## 沿革
- 1966年（昭和41年）11月 - 臼杵市医師会病院として設立（19室50床）[2]。
- 1978年（昭和53年）6月 - 救急病棟を増築（計34室96床）
- 1995年（平成7年）1月 - 新築移転するとともに、臼杵市医師会立コスモス病院に名称変更（52室120床）[2]。
- 2000年（平成12年）4月 - 西病棟を増築（計202床）[2]。

## 診療科目
- 内科
- 循環器科
- 呼吸器科
- 胃腸科
- 外科
- 整形外科
- 脳神経外科
- リハビリテーション科
- リウマチ科
- 肛門科
- 放射線科

## 指定・認定
- 保険医療機関
- 労災保険指定医療機関
- 生活保護法指定医療機関
- 第二種感染症指定医療機関[4]
- 地域医療支援病院[5]
- 災害拠点病院[4]
- 第二次救急医療施設[4]
- 大分DMAT指定病院[4]

## アクセス
- JR九州日豊本線臼杵駅から車で約10分。
- 東九州自動車道臼杵ICから車で約8分。
- 臼杵市コミュニティバス市内循環線にてコスモス病院停留所下車。
  - かつては大分バスグループの臼津交通が運行する木保佐循環線のコスモス病院停留所が最寄りであったが、2009年10月1日のダイヤ改正により、路線が廃止された[6]。